# Waitomo District
Der Waitomo District ist eine größtenteils zur Region Waikato zählende Verwaltungseinheit in Neuseeland. Der Rat des Distrikts, Waitomo District Council (Distriktrat) genannt, hat seinen Sitz in der Stadt Te Kūiti, ebenso wie die Verwaltung des Distrikts.

## Geographie

### Geographische Lage
Der Distrikt ist mit 3535 km² reiner Landfläche der drittgrößte Distrikt in der Region Waikato. Mit 8907 im Jahr 2013 gezählten Einwohnern kommt der Distrikt auf eine Bevölkerungsdichte von 2,5 Einwohner pro km² und ist damit der Distrikt mit der geringsten Bevölkerungsdichte in der Region.
Der Waitomo District erstreckt sich über zwei Regionen des Landes. Der größte Teil des Distrikts liegt in der Region Waikato, während der östlichste Zipfel bereits zur Region Manawatu-Wanganui zählt. Mit der westlichen Grenze des Distrikts, die die Tasmansee darstellt, hat Waitomo Zugang zum Meer. Im Norden grenzt der Otorohanga District an, im Osten teilt sich der Waitomo District ein kleines Stück die Grenze mit dem Taupō District und im Südosten tut dies der Ruapehu District, der ebenfalls zur Region Manawatu-Wanganui gehört. Ein kleiner südlicher Abschnitt stößt an den New Plymouth District, der zur Region Taranaki gehört.
Die Distriktverwaltungsstadt Te Kūiti stellt mit rund 4400 Einwohnern mit Abstand die größte Ansiedlung des Distriktes dar. Der Mokau River, der den gesamten Distrikt im Osten und südlichen Bereich durchfließt, entspringt in den südwestlichen Ausläufern der Rangitoto Ranges. Er ist der größte Fluss des Distrikts.

### Klima
Der Distrikt steht unter der bevorzugte Windrichtung West bis Südwest von der Tasmansee kommend. Die Sommer sind warm und zuweilen feucht und die Winter mild. Die Niederschläge in den Bergregionen zur Küste hin liegen bei 2000 mm pro Jahr, zum Landesinneren hin um die 1500 mm, dementsprechend liegt die Sonnenscheindauer bei um die 1800 Stunden pro Jahr.

## Bevölkerung

### Bevölkerungsentwicklung
Von den 8907 Einwohnern des Distrikts waren 2013 3531 Einwohner Māori-stämmig (39,6 %). Das durchschnittliche Einkommen in der Bevölkerung lag 2013 bei 25.700 NZ$ gegenüber 28.500 NZ$ im Landesdurchschnitt.

### Herkunft und Sprachen
Die Frage nach der Zugehörigkeit einer ethnischen Gruppe beantworteten in der Volkszählung 2013 65,0 % mit Europäer zu sein, 41,8 % gaben an Māori-Wurzeln zu haben, 4,3 % kamen von den Inseln des pazifischen Raums und 2,5 % stammten aus Asien (Mehrfachnennungen waren möglich). 9,3 % der Bevölkerung gab an in Übersee geboren zu sein und 10,9 % der Bevölkerung sprachen Māori, unter den Māori 24,7 %.

## Politik

### Verwaltung
Der Waitomo District ist seinerseits noch einmal in zwei Wards eingeteilt, dem Rural Ward und dem em Urban Ward mit jeweils drei Councillors (Ratsmitgliedern). Zusammen mit dem Mayor (Bürgermeister) bilden sie den District Council (Distriktsrat). Der Bürgermeister und die sechs Ratsmitglieder werden alle drei Jahre neu gewählt.

### Städtepartnerschaften
Der Waitomo District unterhält eine Städtepartnerschaft mit:
- Tatsuno, Präfektur Nagano, Japan, seit 1995

## Wirtschaft
Die Land- und Forstwirtschaft sowie die Schafzucht stellen die wichtigsten Wirtschaftszweige des Distrikts dar. Nicht umsonst schmückt sich der Ort Te Kūiti damit, „Hauptstadt des Schafscherens“ zu sein. Außerdem wird im Distrikt Kalkstein abgebaut.

## Infrastruktur

### Verkehr
Verkehrstechnisch angebunden ist der Waitomo District durch die New Zealand State Highways 3, 4, 30. und 37.

## Sehenswürdigkeiten
- Landesweit bekannt ist der Distrikt durch seine Kalksteinhöhlen, die Waitomo Caves, die 18 Straßenkilometer nordwestlich von Te Kūiti an dem State Highway 37 liegen.[13]
- Jedes Jahr veranstaltet die Stadt Te Kūiti ihren sogenannte „Sheep Run“, bei dem über 2000 Schafe durch die Stadt getrieben werden.[12]